# غواصة هجومية

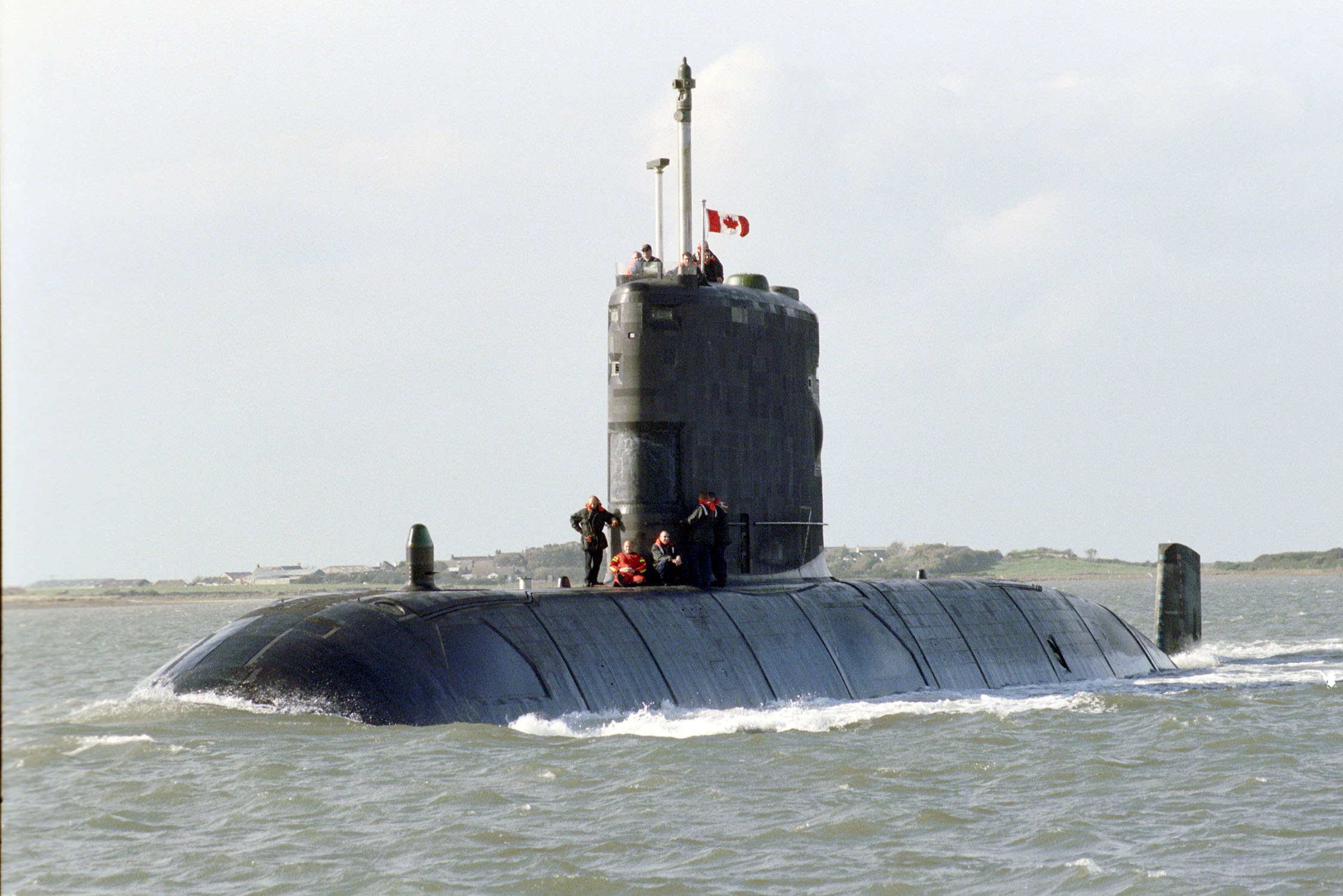
غواصة هجومية

غواصة هجومية أو الغواصة القاتلة هي غواصة مصممة خصيصا لغرض مهاجمة غواصات أخرى وحاملات الطائرات وسفن تجارية وإغراقها.

## نبذة
في القوات البحرية السوفيتية والروسية كانت تسمى «غواصات متعددة الأغراض». كما أنها تستخدم لحماية المقاتلين كما أن بعض الغواصات الهجومية مسلحة بصواريخ كروز مثبتة على أنابيب الإطلاق العمودية مما يزيد من نطاق مهامها لتشمل الأهداف البرية.
قد تكون الغواصات الهجومية تعمل بالطاقة النووية أو تعمل بالديزل والكهرباء («التقليدية»).
في نظام تسمية البحرية بالولايات المتحدة وفي نظام الناتو تعرف الغواصات الهجومية التي تعمل بالطاقة النووية باسم (SSNs) وكانت القديمة التي تعمل بالديزل والكهرباء (SSK).